# ジャンヌ・ド・ブルボン

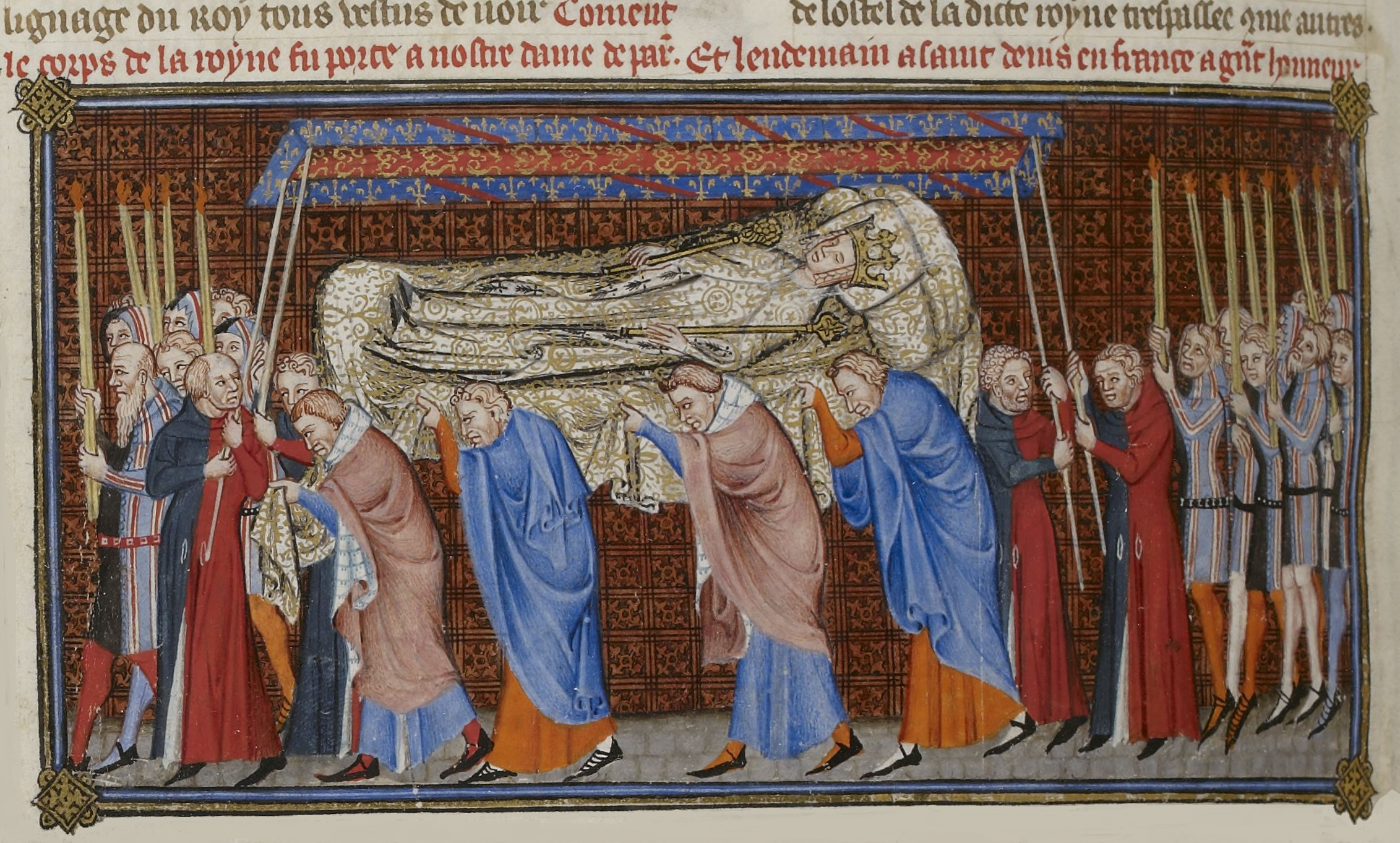
ジャンヌの葬儀

ジャンヌ・ド・ブルボン（Jeanne de Bourbon, 1338年2月3日 - 1378年2月6日）は、フランス王シャルル5世の王妃。

## 生涯
ブルボン公ピエール1世と妃イザベル・ド・ヴァロワ（フランス王フィリップ6世の異母妹）の次女としてヴァンセンヌで生まれた。妹にカスティーリャ王ペドロ1世の王妃となったブランシュ（ブランカ）がいる。シャルル5世の父ジャン2世の従妹に当たる。
父ピエール、祖父ヴァロワ伯シャルル、ジャンヌの兄弟の多くが遺伝性疾患によるとみられる精神病を患い、ジャンヌもまたその例外ではなかった。第7子を出産後、ジャンヌは神経質になり、感情の起伏が激しくなったという。フランス王となった三男シャルル6世がのち発狂したのはよく知られている。また、ジャンヌの曾孫であるイングランド王ヘンリー6世も、のちに廃人同様となった。
1378年、娘カトリーヌ出産の際に陣痛が起きている最中「入浴がしたい」と言い出し、皆が止めるのも聞かず、人目を盗んでこっそり入浴し、出産後に産褥熱で死去した。

## 子女
- ジャンヌ（1357年 - 1360年）
- ジャン（1359年 - 1364年）
- ボンヌ（1360年、夭折）
- ジャン（1366年、夭折）
- シャルル6世（1368年 - 1422年）
- マリー（1370年 - 1377年）
- ルイ（1372年 - 1407年）　オルレアン公
- イザベル（1373年 - 1378年）
- カトリーヌ（1378年 - 1388年）